# Únos letadla
Únos letadla (též vzdušné pirátství) je nezákonné získání kontroly nad vzdušným dopravním prostředkem, většinou s použitím zbraní a při současném zajetí osob na jeho palubě, za účelem dosažení osobních cílů nebo cílů určité organizace nebo skupiny. Únos letadla vede nevyhnutelně ke konfrontaci s bezpečnostními silami příslušného státu. Cílem tohoto činu bývá propagace ideologie, vytvoření tlaku na veřejnost či vládu, popřípadě zajištění ústupové cesty.

## Historie

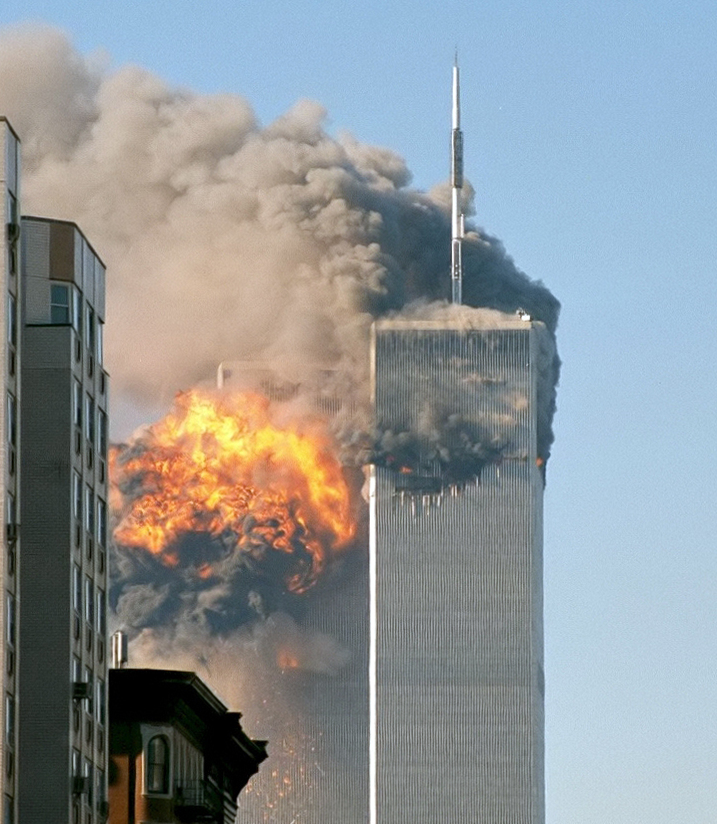
Exploze uneseného Boeingu 767 na letu UA 175 po nárazu do jižní věže WTC

První zaznamenaný únos letadla se uskutečnil 21. února 1931 v peruánské Arequipě. Byron Richards, pilot letadla Ford 5-AT Tri-Motor, byl na zemi obklíčen ozbrojenými revolucionáři. Po deset dní s nimi odmítal kamkoli letět, poté byl informován, že revoluce byla úspěšná, a může být osvobozen, pokud dopraví jednoho z mužů do Limy. V roce 1942 poblíž Malty provedli dva Novozélanďané, Jihoafričan a Angličan první potvrzený únosu ve vzduchu, když násilně zajali italský hydroplán, který je přepravoval do zajateckého tábora. Když se přiblížili ke spojenecké základně, byli napadeni Spitfiry a přinuceni přistát na vodě, všichni však přežili a následně je vyzvedl britský člun. K prvnímu únosu letu z politických důvodů došlo v Bolívii, když letoun Douglas DC-4 společnosti Lloyd Aereo Boliviano 26. září 1956 přepravoval 47 vězňů ze Santa Cruz do El Alto. Vězni přemohli posádku, získali kontrolu nad letadlem a odklonili směr do argentinské Salty. Po přistání informovali vládu o nespravedlnosti, které byli vystaveni, a dostali politický azyl.
Na konci šedesátých let došlo k rozmachu tohoto fenoménu. V období 1968–1972 svět zažil 326 pokusů o únos, což znamená v průměru jeden každých 5,6 dne. K většině incidentů došlo ve Spojených státech, únosy se však staly problematickými i mimo USA. Od roku 1969 do konce června 1970 došlo k 118 případům protiprávního zmocnění se letadel a 14 incidentům sabotáže a ozbrojených útoků proti civilnímu letectví. Jednalo se o letecké společnosti ze 47 zemí a více než 7 000 cestujících. V tomto období bylo v důsledku únosu, sabotáže a ozbrojených útoků zabito 96 lidí a 57 bylo zraněno. V Československu došlo v sedmdesátých letech k několika únosům za účelem útěku za železnou oponu.
Koncem sedmdesátých let došlo k útlumu, v letech 1978 až 1988 došlo k zhruba 26 případům únosů ročně. V osmdesátých letech se však objevila nová hrozba v podobě organizovaných teroristů ničících letadla, za účelem získání pozornosti. V devadesátých letech vládl ve vzdušném prostoru Spojených států relativní mír, celosvětově však únosy stále přetrvávaly. Nejznámějším případem nového tisíciletí jsou útoky z 11. září 2001, kdy teroristé ze skupiny al-Káida unesli čtyři letadla a použili je k útokům na WTC v New Yorku a Pentagon ve Washingtonu.

## Protiopatření

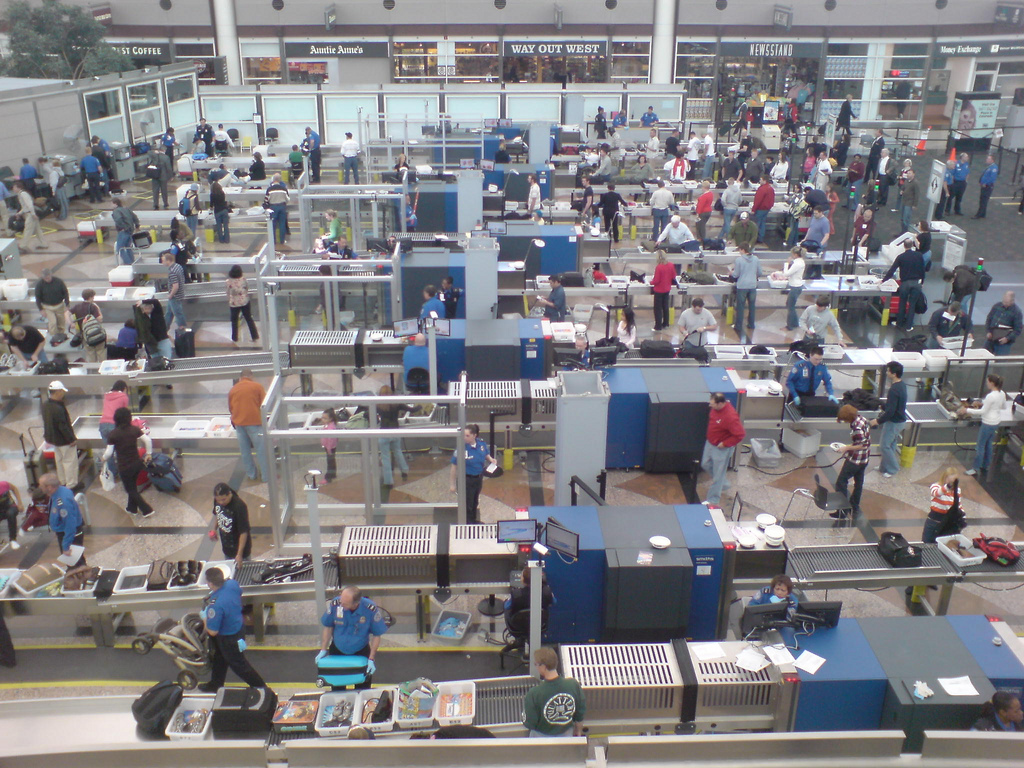
Bezpečnostní kontroly na letišti v Denveru

V roce 1963 byla vypracována Tokijská úmluva, která stanovila, že stát, ve kterém je letadlo registrováno, je příslušný k výkonu soudní pravomoci nad trestnými činy spáchanými na jeho palubě během letu. Ačkoli úmluva neoznačila únos za mezinárodní trestný čin, obsahuje ustanovení zavazující zemi, ve které unesené letadlo přistane, vrátit letadlo právoplatnému vlastníkovi a umožnit cestujícím a posádce pokračovat v cestě. V prosinci 1970 byla vypracována Haagská úmluva, upravuje trestání únosců a umožňuje každému státu stíhat únosce, i pokud je příslušný stát nevydá, a zbavit je azylu před stíháním.
Od sedmdesátých let jsou na letištích prováděny detekční kontroly všech cestujících a jejich příručních zavazadel. Jsou využívány detektory kovů, ruční prohlídky a rentgenové přístroje pro nalezení zbraní a výbušnin. Moderní přístroje dokáží na základě stěru z těla nebo zavazadla zjistit, zda cestující v minulých dnech manipuloval s výbušninou. Dalším opatřením proti možným únosům je konstrukce dveří pilotní kabiny, která neumožňuje vniknutí neoprávněným osobám. Některé země zřizují speciální policejní složky, jejichž příslušníci dohlíží na bezpečnost letu (například v USA Federal Air Marshal Service). Jejich úkolem je být nenápadný a pozorovat, zda nehrozí nějaké nebezpečí a v případě, že by nebezpečí nastalo, jsou vycvičeni k jeho eliminaci, včetně zpacifikování případného útočníka.
Krajním řešením v případě únosu a hrozby použití letadla jako zbraně ke spáchání teroristického útoku je pak použití vojenského letectva. Obecný postup při vychýlení podezřelého letadla z trasy je stanovený tak, že nejprve vystartují stíhací letouny a pokusí se letoun identifikovat a navázat s ním spojení. Pokud nereaguje, pokusí se ho přinutit k přistání, například tak, že mu kříží cestu nebo provedou nějaké krajní manévry, aby se piloti lekli. Poslední a krajní variantou by bylo rozhodnutí příslušné autority (v ČR má tuto pravomoc ministr obrany) o použití zbraní k sestřelení letadla.